# Artazu
Artazu és un municipi de Navarra, a la comarca de Puente la Reina, dins la merindad de Pamplona. Limita al NE amb el riu Arga, a l'est i sud amb Puente la Reina i Mañeru i al nord i oest amb Guirguillano.

## Demografia
| Evolució demogràfica                              | Evolució demogràfica | Evolució demogràfica | Evolució demogràfica | Evolució demogràfica | Evolució demogràfica | Evolució demogràfica | Evolució demogràfica | Evolució demogràfica | Evolució demogràfica | Evolució demogràfica |
| 1996                                              | 1998                 | 1999                 | 2000                 | 2001                 | 2002                 | 2003                 | 2004                 | 2005                 | 2006                 | 2007                 |
| ------------------------------------------------- | -------------------- | -------------------- | -------------------- | -------------------- | -------------------- | -------------------- | -------------------- | -------------------- | -------------------- | -------------------- |
| 86                                                | 84                   | 80                   | 79                   | 77                   | 106                  | 107                  | 103                  | 108                  | 106                  | 120                  |
| Fonts: Artazu i Institut d'Estadística de Navarra |                      |                      |                      |                      |                      |                      |                      |                      |                      |                      |